# Cyrtodactylus multiporus
Espèce
Cyrtodactylus multiporus est une espèce de geckos de la famille des Gekkonidae.

## Systématique
L'espèce Cyrtodactylus multiporus a été décrite en 2014 par Roman Alekseevich Nazarov (d), Nikolay Andreevich Poyarkov (d), Nikolaï OrlovOrlov, Sang Ngoc Nguyen (d), Konstantin Dmitrievich Milto (d), Aleksey A. Martynov (d), Eugene L. Konstantinov (d), Anatoliy S. Chulisov (d).

## Répartition
Cette espèce est endémique de la province de Khammouane au Laos.

## Description
Le mâle holotype mesure 86,8 mm de longueur standard avec une queue de 95,0 mm.

## Étymologie
Son épithète spécifique, multiporus, dérivé du latin multus, « beaucoup, divers », porus, « conduit », « passage », lui a été donné en référence au nombre élevé de pores précloacales et fémorales typiques de cette espèce.

## Publication originale
- (en) R. A. Nazarov, N. A. Poyarkov, Jr, N. L. Orlov, N. S. Nguyen, K. D. Milto, A. A. Martynov, E. L. Konstantinov et A. S. Chulisov, « A review of genus Cyrtodactylus (Reptilia: Sauria: Gekkonidae) in fauna of Laos with description of four new species », Trudy Zoologicheskogo Instituta, Institut zoologique de l'Académie russe des sciences (d), vol. 318, no 4,‎ 2014, p. 391-423 (ISSN 0206-0477 et 2221-3996, lire en ligne).